# Ольховка (городской округ Верхняя Пышма)
Ольховка — посёлок в городском округе Верхняя Пышма Свердловской области. Управляется территориальной администрацией посёлка Кедровое. Площадь поселка 15,130 кв.км.

## География
Расположена к востоку от Уральских гор, на севере городского округа Верхняя Пышма, на левом берегу реки Ельничный Исток, в 1,5 км к востоку от озера Ельничное и Ельничного болота, в 32 километрах на север от административного центра округа — города Верхняя Пышма.

### Часовой пояс
Ольховка как и вся Свердловская область, находится в часовой зоне МСК+2. Смещение применяемого времени относительно UTC составляет +5:00.

## Население
| 2002 | 2010 |
| ---- | ---- |
| 201  | ↗227 |

## Инфраструктура
Посёлок разделён на 18 улиц (40 лет Октября, Апрельская, Вечерняя, Горького, Ельничная, Западная, Лиственная, Мира, Озёрная, Охотников, Профсоюзная, Рассветная, Солнечная, Соловьиная, Торфяников, Уютная, Школьников, Ясная).